# Oecetis circinata
Oecetis circinata är en nattsländeart som beskrevs av Gibbs 1973. Oecetis circinata ingår i släktet Oecetis och familjen långhornssländor. Inga underarter finns listade i Catalogue of Life.